# Rafalus feliksi
Rafalus feliksi là một loài nhện trong họ Salticidae.
Loài này thuộc chi Rafalus. Rafalus feliksi được Jerzy Prószyński miêu tả năm 1999.